# Mattia Viti
Mattia Viti, född 24 januari 2002, är en italiensk fotbollsspelare som spelar för Empoli i Serie A.

## Karriär
Viti debuterade för Empoli i Serie B den 9 april 2021 i en match mot Reggiana, där han blev inbytt i den 88:e minuten mot Nedim Bajrami.

## Meriter
Empoli
- Serie B: 2020–2021[2]